# Ilyodon
Ilyodon és un gènere de peixos pertanyent a la família dels goodèids.

## Distribució geogràfica
Es troba a Mèxic.

## Taxonomia
- Ilyodon cortesae (Paulo-Maya & Trujillo-Jiménez, 2000)[3]
- Ilyodon furcidens (Jordan & Gilbert, 1882)[4]
- Ilyodon lennoni (Meyer & Foerster, 1983)[5]
- Ilyodon whitei (Meek, 1904)[6]
- Ilyodon xantusi (Hubbs & Turner, 1939)[7][8][9][10][11][12][13]